# 克勒什陶尔乔
克勒什陶尔乔，是匈牙利贝凯什州所辖的一个村。总面积62.80平方公里，总人口2544，人口密度40.5人/平方公里（2011年1月1日）。